# Tachydromia ocellata
Tachydromia ocellata är en tvåvingeart som beskrevs av Igor Shamshev och Patrick Grootaert 2008. Tachydromia ocellata ingår i släktet Tachydromia och familjen puckeldansflugor.
Artens utbredningsområde är Thailand. Inga underarter finns listade i Catalogue of Life.